# Гаррікана

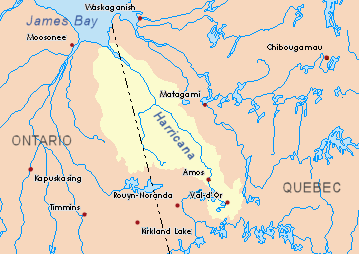
Мапа басейну річки Гаррікана

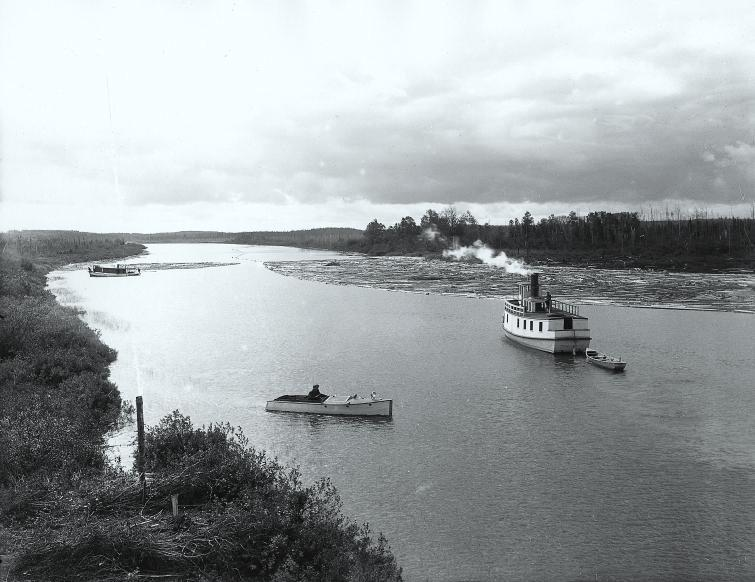
Гаррікана у 1916 році

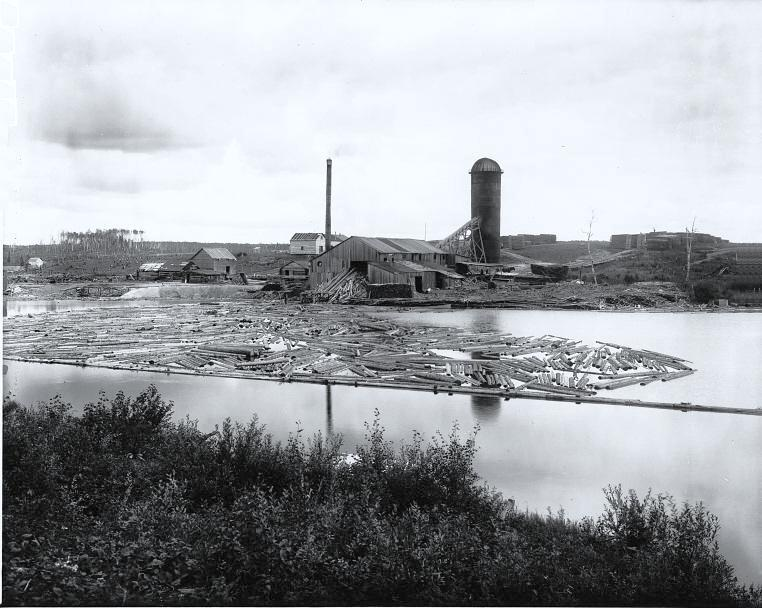

Гаррікана (фр. Rivière Harricana, англ. Harricana River) — річка на заході провінції Квебек і на північному сході провінції Онтаріо в Канаді. Зустрічається також назва Гаррікано (англ. Hurricanaw River).

## Географія
Бере свій початок в озері Блоуїн північніше міста Валь-д'Ор у Квебеку. Тече в загальному напрямку на північний захід і впадає в бухту Ганна затоки Джеймс в Онтаріо. Довжина становить 533 км, а площа басейну рівна 29 300 км², 80 % припадає на Квебек і 20 % — на Онтаріо.
Головні притоки: Пламандон, Самсон, Беррі, Кесагамі, Тюржон з притоками Уовагосік і Тео.

## Історія
Так як річка Гаррікана впадає в затоку Джеймс, яка є частиною Гудзонової затоки, то весь її басейн був частиною Землі Руперта, що де-факто належала Компанії Гудзонової затоки з 1670 року. У 1801 році Александр Маккензі наніс на карту весь маршрут річки і вперше дав їй ім'я Гаррікано (Harricanaw River). 1835 року на карті Бредфорда річка була названа Гаррікана (Harricana River). Згідно з Актом 1868 року річка і її басейн відійшли до Домініону Канада, а 1898 року офіційно приєднані до провінції Квебек. З цього часу колонізація і заселення верхньої Гаррікани почалася всерйоз. 1906 року Генрі O'Салліван дослідив берега Гаррікани і вже 1908 року на її берегах з'явилися табори постачання споруджуваної трансконтинентальної залізниці. Кількома роками пізніше, 1910 року, перші колоністи прибувають в те місце, де залізниця перетинає річку і де зараз знаходиться місто Амос.